# Дизайн настільних ігор

## Дизайн настільних ігор
Дизайн настільних ігор — галузь професійної діяльності, що поєднує творчість, стратегічне мислення та знання ігрових механік. Дизайнери настільних ігор створюють концепції, розробляють правила, тестують і вдосконалюють прототипи, формуючи гравцям багатовимірний ігровий досвід.

## Історія

### Давні цивілізації
- Єгипет: гра Senet, датована приблизно 3100–3500 рр. до н. е., мала релігійне значення і символізувала подорож душі.[1]
- Месопотамія: Королівська гра Ур (Royal Game of Ur), близько 2600–2400 рр. до н. е.[2]
- Індія: Чатуранга (VI століття), попередник сучасних шахів.[3]
- Китай: Ґо, стратегічна гра, що вимагала глибокого планування.[4]

### Середньовіччя та Ренесанс
У Європі поширювалися шахи та нарди, а в Китаї й далі розвивалася гра Ґо.

### XVIII–XIX століття
- The Mansion of Happiness (1843) — рання комерційна гра жанру «подорожей».[6]
- Монополія (1903, комерційний успіх з 1935 року) — початок економічних настільних ігор.[7]

### XX століття
- 1920–1950-ті роки: масове виробництво настільних ігор, видавництва Parker Brothers та Milton Bradley.[8]
- 1974: поява рольових ігор, зокрема Dungeons & Dragons.[9]
- 1995: вихід The Settlers of Catan, початок євроігор.[10]

### XXI століття
З розвитком цифрових технологій та краудфандингових платформ (наприклад, Kickstarter) незалежні дизайнери отримали можливість представляти власні проекти.

## Дизайнер настільних ігор
Дизайнер настільних ігор (англ. Board Game Designer) — спеціаліст, який розробляє концепції, правила та механіки настільних ігор. Його основні обов'язки включають:
- Розробка ідеї та теми гри.
- Створення правил та ігрових механік.
- Прототипування та тестування гри з гравцями.
- Балансування та коригування механік для забезпечення цікавого ігрового процесу.
- Співпраця з художниками, видавництвами та маркетинговими командами для створення фінального продукту.

Дизайнери настільних ігор можуть працювати як незалежні автори, так і в команді видавництва.

### Відомі дизайнери настільних ігор
- Клаус Тойбер (*Klaus Teuber*) — автор The Settlers of Catan.[13]
- Гері Ґайгекс (*Gary Gygax*) — співавтор Dungeons & Dragons.
- Джессі Шелл (*Jesse Schell*) — автор книги The Art of Game Design та консультант з дизайну ігор.
- Раф Костер (*Raph Koster*) — автор A Theory of Fun for Game Design.

## Процес розробки
- Етапи розробки: ідея → концепт → прототип → тестування → видання.[14]
- Компоненти: ігрове поле, карти, фішки, ілюстрації, типографіка.
- Баланс і механіка: поєднання випадковості та стратегії.
- Досвід гравця: емоції, взаємодія та соціальна динаміка.

## Значення
- **Освіта** — використання як інструментів навчання (серйозні ігри).[15]
- **Психологія та тренінги** — розвиток комунікації та стратегічного мислення.
- **Масова культура** — частина дозвілля та соціальних практик.